# 江源郡
江源郡，中国唐朝时设置的郡。
唐玄宗天宝元年（742年），改当州置江源郡，因为靠近岷江之源头。治所在通轨县（今四川省黑水县知木林乡毛儿盖-小黑水河口底俄勒村）。下辖通轨县、谷和县（今四川省黑水县晴朗乡俄多村）、利和县（今四川省黑水县知木林乡连寨村）。唐肃宗乾元元年（758年）复改为当州。唐代宗广德元年（763年），被吐蕃占据。
江源郡太守
- 董懿（天宝年间）